# Dvorec Zduša
Dvorec Zduša tudi Reboljeva graščina (nemško Sdusch ) ali pa dvorec Zgoša je stal v naselju Zduša pri  Kamniku, po katerem je prevzel ime.  Dvorec ali graščino so pustili propasti tako, da so od njega ostale le še skromne ruševine.

## Zgodovina
Dvorec Zduša je bil pozidan v prvi polovici 16. Stoletju. Valvasor  sicer navaja kot prvega lastnika leta 1608 Ahacija pl. Isenhausna. Vendar pa viri omenjajo Issenhausne kot lastnike dvorca že 1549 – takrat je oskrbnik gospoščine Križ Hieronim pl. Issenhausenski kupil imenje od svaka Jurija Eysenparta (Ysenparta). Leta 1619 je Ahac Isenhausen iz Zduše ustanovil beneficij sv. Trojice in sv. Lenarta v kamniški župnijski cerkvi (t. i. Pečaherjeva ustanova). V posesti rodbine  Issenhausnov je posestvo in stavba ostala vse do 1753, ko je prešla v posest Gallenbergov – kupil jo je salzburški stolni prošt grof Rihard Gallenberg. Gallenbergi so gospodarili v dvorcu do leta 1797, ko ga je Sigmund grof Gallenberg prodal polhograjskemu župniku Antonu Pernerju za 9999 goldinarjev, ta pa ga je že čez eno leto prodal vitezu Janezu Petru Andriolliju, ki ga je 1823 prodal Francu grofu Hohenwartu. Leta 1828 je posest in dvorec kupil Nikolaj Merk,  meščan iz Maribora, za 4200 goldinarjev. Med poznejšimi lastniki dvorca srečamo 1868 še Štefana Tavčarja, konec 19. stoletja pa je na dvorcu živel baron Leo Baillou. Med prvo svetovno vojno  je bila v stavbi bolnišnica za vojake s soške fronte. Od leta 1924 dalje je v posesti družine Reboljevih – zato se je dvorca oprijelo tudi ime »Reboljeva graščina«.